# Землеустрій
Землеу́стрій  — це сукупність соціально-економічних та екологічних заходів, спрямованих на регулювання земельних відносин та раціональної організації території адміністративно-територіальних утворень, суб'єктів господарювання, що здійснюються під впливом суспільно-виробничих відносин і розвитку продуктивних сил.
Землеустрій (land organization) це сукупність соціально-економічних та екологічних заходів і організаційні, правові та інженерно-технічні дії, що спрямовані на регулювання земельних відносин та раціональної організації території адміністративно-територіальних утворень, суб'єктів господарювання, що здійснюються під впливом суспільно-виробничих відносин і розвитку продуктивних сил.
Землевпорядкування (land planning) у вузькому розумінні як функція державного управління земельними ресурсами та землекористуванням це врегульована нормами права діяльність органів державної влади та органів місцевого самоврядування щодо територіально-функціонального впорядкування використання земель, яке полягає у розробленні та затвердженні землевпорядної документації, відповідно до якої здійснюється формування сталого (збалансованого) землекористування шляхом зонування земель за типами (підтипами) землекористування і визначення його режиму, удосконалення структури і розміщення земельних угідь, їх меліорації та поліпшення території адміністративно-територіальних одиниць, суб’єктів господарювання [5]
Землевпорядкування (land planning) в широкому розумінні – це інституція соціально-економічного середовища, яка забезпечує порозуміння та керованість земельних відносин і просторової та інституціональної організації використання і охорони земель у цьому середовищі, опрацьовуючи та інтерпретуючи для землекористувачів інформацію про факти та явища формування об’єктів земельної власності, упорядкування використання земель і інших природних ресурсів та функціонування відносин прав власності на землю і земельного капіталу. Інтерпретація фактів і явищ землевпорядкування здійснюється за допомогою специфічних правових норм, методів, принципів та професійних суджень землевпорядників [5]
Землеустрій (land organization) у вузькому розумінні як функція державного управління земельними ресурсами та землекористуванням – це врегульована нормами права діяльність органів державної влади та органів місцевого самоврядування щодо формування територій адміністративно-територіальних одиниць, раціональної системи землеволодіння і землекористування суб’єктів господарювання, земельних ділянок та прав на них з урахуванням державних, громадських та приватних інтересів [5]
Система землевпорядкування (land planning system)  – сукупність загальнодержавних заходів, що всебічно забезпечують регулювання земельних відносин та раціональне використання й охорону земельних ресурсів країни як основи життя і діяльності людини, найважливішого природного ресурсу, загального територіального базису, засобу виробництва в сільському і лісовому господарстві, та основною складовою нерухомості, як об’єкта, що системно об’єднає всі дії народу і держави [5]

## Об'єкти землеустрою
Об'єкти землеустрою:
- територія країни;
- території адміністративно-територіальних утворень або їх частин;
- території землеволодінь та землекористувань чи окремі земельні ділянки.

## Землевпорядкування
Землевпорядкування — це система державних заходів по реалізації земельного законодавства, спрямованого на організацію повного та раціонального використання земель, а також засобів виробництва, нерозривно пов'язаних із землею з метою ефективного суспільного виробництва. Завданням сучасного землевпорядкування є забезпечення соціальної функції землеволодіння та землекористування, згідно із якою земельні ділянки повинні використовуватись максимально ефективно за цільовим призначенням без втрат корисних властивостей та погіршення стану довкілля, досягнення комплексності розвитку території, забезпечення платності землеволодіння та землекористування, економічного стимулювання раціонального використання та охорони земель.
Землевпорядкування полягає у територіально-функціональному улаштуванні використання земель створеної просторової структури шляхом виконання власних, притаманних саме йому процесів щодо планування типів (підтипів) землекористування (зонування земель за їх придатністю), планування використання і охорони земель сільськогосподарських та інших підприємств, внутрішньої організації їх території (удосконалення структури і розміщення земельних угідь,  системи сівозмін, функціонального зонування ПЗФ тощо) 

## Землевпорядний процес
Землевпорядний процес, це сукупність реальних дій суб'єктів землевпорядних процесуальних правовідносин  У прикладному аспекті, землевпорядний процес — це загальний порядок виконання окремих землевпорядних дій 

## Землевпорядна процедура
Землевпорядна процедура це сукупність визначених законом норм, які регулюють послідовність, можливі варіанти поведінки суб'єктів в землевпорядних правовідносинах, загальні і конкретні умови вчинення землевпорядних дій, а також права та обов'язки суб'єктів землевпорядного процесу при вчиненні тих чи інших дій 